# Mika (Życzyn)
Mika – część wsi Życzyn w Polsce, położona w województwie mazowieckim, w powiecie garwolińskim, w gminie Trojanów.
W latach 1975–1998 Mika administracyjnie należała do województwa siedleckiego.
Wierni Kościoła rzymskokatolickiego należą do parafii św. Antoniego w Życzynie.